# Corydendrium flabellatum
Corydendrium flabellatum är en nässeldjursart som beskrevs av John Fraser 1938. Corydendrium flabellatum ingår i släktet Corydendrium och familjen Oceanidae. Inga underarter finns listade i Catalogue of Life.